# Atça
Atça es una ciudad en el distrito de Sultanhisar en Turquía, en la provincia de Aydin. 	
El plan de la ciudad viene de la Place de l'Étoile (Place Charles de Gaulle) de París.

## Ciudades hermanadas
- Makó, Hungría[3]